# Hypothèse kourgane

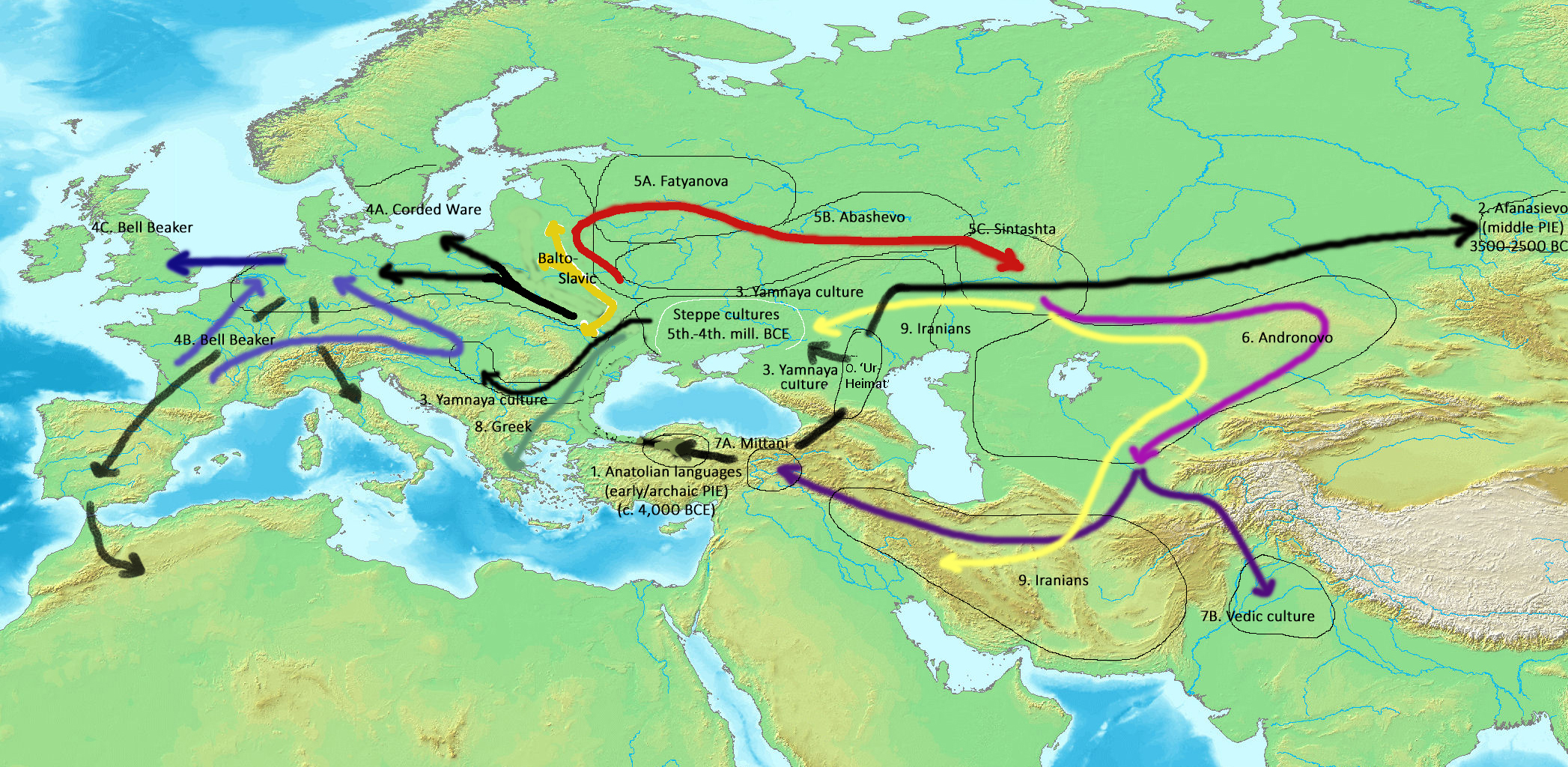
Schéma des expansions indo-européennes.

L'hypothèse kourgane est l'hypothèse majoritaire chez les chercheurs et les historiens pour expliquer l'origine des langues indo-européennes. Cette hypothèse affirme l'existence d'une proto-langue, ou « langue originelle », parlée par une population qui aurait vécu dans les plaines steppiques du sud de la Russie. Introduite par Marija Gimbutas en 1956, cette hypothèse combine les données de l'archéologie avec celles de la linguistique pour tenter de localiser le foyer originel des Proto-Indo-Européens (PIE). Le nom vient du terme russe d'origine turque, « kourgane », qui désigne les tumuli caractéristiques de ces peuples et qui marquent leur expansion en Europe.
Elle a été largement confirmée par les études en paléogénétique réalisées en particulier depuis 2015.

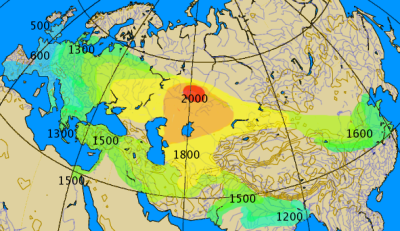
Expansion du char et de la charrette AEC

## Avancée de l’hypothèse
Des philologues allemands sont les premiers à chercher un foyer indo-européen en dehors du Moyen-Orient. Theodor Benfey propose d’abord la Russie méridionale ; Otto Schrader précise ensuite la steppe pontique. En conséquence de la réfutation émise par Karl Penka, qui s’appuie sur un raisonnement racial pour argumenter un foyer situé en Europe, l’Europe occidentale ou centrale est retenue dès lors par la plupart des chercheurs. Toutefois, certains continuent à préférer un foyer steppique, notamment le philologue Karl Brugmann et les archéologues V. Gordon Childe et Ernst Wahle. C’est d’ailleurs Jonas Puzinas, archéologue lituanien et disciple de Wahle, qui favorise toujours la steppe pontique, notamment lorsqu’il est professeur de Marija Gimbutas. Cette dernière, en synthétisant les découvertes archéologiques soviétiques jusqu’alors ignorées par l’Occident, finit par élaborer l’« hypothèse kourgane » en 1956.
Cette hypothèse, qui a eu de fortes répercussions sur les études indo-européennes, suppose une expansion progressive de la « culture kourgane » depuis son bassin originel des régions du Dniepr, du Don et de la Volga (première moitié du IVe millénaire avant notre ère), jusqu'à embrasser la totalité de la steppe pontique durant l'âge du bronze (première moitié du IIIe millénaire avant notre ère).
Marija Gimbutas, la principale chercheuse à l'origine de cette hypothèse qui est maintenant majoritaire au sein de la recherche sur les Indo-Européens, insiste sur la diffusion de la métallurgie du bronze pour suivre la dispersion des peuples de culture kourgane et elle définit le kourgane comme une évolution culturelle qui « provoque un changement spectaculaire en Europe ».

### Formulation de Gimbutas
L'hypothèse de Gimbutas divise la culture kourgane en quatre stades (Kourgan I, II, III et IV) et identifie trois vagues d'expansions (I, II et III) :
- cultures kourgane I et II, entre -4400 et -3400, culture de Sredny Stog ;
- culture kourgane III, entre -3500 et -2900, culture de Cucuteni-Trypillia ;
- culture kourgane IV, au IIIe millénaire av. J.-C., culture Yamna.

Selon elle, durant le Ve millénaire av. J.-C., les populations du nord de la Caspienne, nomadisant entre la Volga et l'Oural, connaissent la révolution néolithique, domestiquant des plantes et des animaux, dont le cheval abondamment représenté par les troupeaux sauvages. Cette domestication permet des déplacements sur de grandes distances ; ce progrès est visible dans le matériel archéologique, les premiers mors sont exhumés.
Progressivement, en raison de sa maîtrise du cheval, cette civilisation connaît une dispersion géographique importante, entraînant la « kourganisation » (selon le mot de Gimbutas) des cultures nord-pontiques et, au-delà, de l'Europe.
Marija Gimbutas s'appuie, pour formuler son hypothèse, sur une analyse très complète du matériel mis au jour en Russie, en Ukraine et en Pologne. Dans une série d'articles, publiés entre 1968 et 1979, elle précise et approfondit les conclusions apportées en 1958.
Dans les années 1970, Marija Gimbutas reformule son hypothèse, définissant ce qu'elle nomme la « tradition kourgane » comme un agglomérat de « traits collectifs socio-économiques et idéologiques observables dans le temps et dans l'espace ».
Marija Gimbutas n'a cessé de faire évoluer son hypothèse : ses formulations successives s'appuient sur une chronologie et sur du matériel archéologique mis au jour depuis les années 1930. Ces évolutions sont en grande partie liées aux problèmes de datation des artefacts par l'usage du radiocarbone.

### Modifications de l'hypothèse originale
En 1952, Gimbutas expose en effet sa vision de l'évolution des Indo-européens de façon pondérée, en une approche non-racialiste mais culturaliste (il ne s'agit pas tant de l'expansion d'un peuple conquérant que de l'expansion, c'est-à-dire de l'adoption, de techniques et de langues) : cette approche intègre les résultats de la recherche soviétique sur les populations néolithiques pontiques. Une dizaine d'années après ses premiers écrits sur la question, Gimbutas place le point de départ de la civilisation du kourganes à l'est de l'interfluve Don-Volga. Jusqu'à la fin de sa vie, Gimbutas continue à intégrer les nouveaux résultats à sa théorie : ainsi, elle actualise la chronologie et certains éléments de ses premiers écrits, en modifiant radicalement le sens.
C'est dans les années 1970 que l'hypothèse de Gimbutas prend sa forme définitive, non sous la forme d'un résumé clair et explicite de ses thèses mais par une somme d'articles et de textes retouchés. C'est surtout son principal élève, James Mallory, qui la formule avec le plus de force : à ses yeux, les kourganes constituent la marque d'une société de plus en plus inégalitaire.

### Permanences dans les diverses hypothèses
Par la suite, certains, notamment Puzant Topalian dans la revue littéraire arménienne Menk (« Nous »), affirment l'absence de liens de parenté entre la culture du Kourgane et la culture de la céramique cordée.
Au-delà des évolutions depuis la formulation initiale des années 1950, il existe des points communs entre les diverses variantes de l'hypothèse. Ainsi, Gimbutas ne remet en cause ni l'idée d'un foyer originel à l'est du Don ni une chronologie en quatre périodes, mais cette dernière est affinée. Elle décrit l'assimilation de la culture nord-pontique par les trois vagues d'expansion « kourganes ». Selon Demoule dans son essai Mais où sont passés les Indo-européens (2014), l'éparpillement culturel du début du IVe millénaire est attesté par les artefacts mis au jour qui témoignent d'une richesse moins importante et d'une dispersion des techniques, aboutissant à des cultures partageant de nombreux traits communs, dans le cadre de fortes disparités régionales.

## Chronologie

### Éléments de chronologie
- De -5500 à -4000 : culture de Samara. domestication du cheval.
- De - 4000 à - 3500 : les premiers constructeurs de kourganes apparaissent. Culture de Maïkop au nord du Caucase. Le modèle indo-hittite explique la séparation entre les langues de l'Anatolie. Domestication du cheval (culture de Botaï, Kazakhstan).
- De -3500 à -3000 : début probable du processus de satemisation.
- De -3000 à -2500 : la culture kourgane s'étend sur toute la steppe pontique.
- De -2500 à -2000 : le proto-grec et les langues paléo-balkaniques commencent à être parlées dans les Balkans tandis que les langues proto-indo-iraniennes sont identifiées avec la culture d'Andronovo au nord de la mer Caspienne.
- De -2000 à -1500 : la culture des catacombes naît au nord de la mer Noire ; les langues indo-iraniennes s'étendent en Asie centrale et vers l'Inde.
- De -1500 à -1000 : apparition de la culture de Hallstatt et des proto-celtes en Europe centrale ; les langues italiques se répandent dans la péninsule italienne. Naissance de la civilisation mycénienne en Grèce. En Inde, la civilisation védique est à son apogée dans la région du Pendjab.
- De -1000 à -500 : les langues germaniques se répandent dans le nord de l'Europe.

### Chronologie synthétique

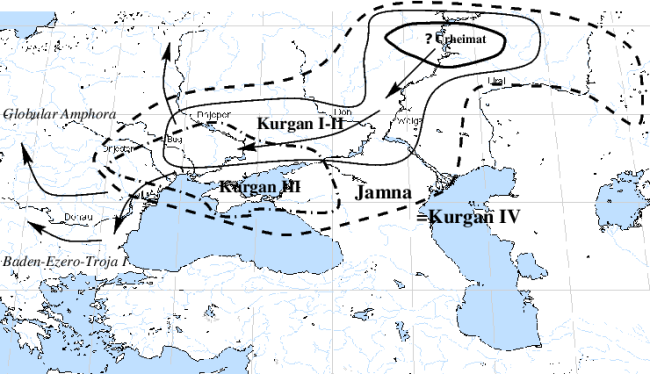
L'expansion hypothétique de la civilisation du peuple des kourganes.

Selon Gimbutas, cette chronologie peut être simplifiée en quatre moments, respectivement nommés Kourgan I, II, III et IV. L’ethnogenèse se serait faite au début du Ve millénaire dans la steppe pontique ; les cultures de chasseurs-cueilleurs connaissent alors une phase de néolithisation, domestiquant plantes et animaux. Une fois cette ethnogenèse réalisée et le cheval domestiqué, la culture de ces populations s'étend au-delà de son berceau dans la seconde moitié du Ve millénaire, en se dirigeant vers l'ouest ; selon Gimbutas, cette extension correspond à la première vague du Kourgan II.
À l'issue de cette seconde phase d'installation, une nouvelle phase d'expansion, dirigée à la fois vers l'est et vers l'ouest donne naissance à la culture de Maïkop à l'est et aboutit à la destruction de la culture de Gumelnitsa-Karanovo, tandis que se forme, aux confins occidentaux, la culture de Cucuteni-Tripolje; on parle pour cette période de Kourgan III.
Vers 3100 av. J.-C., les mouvements d'expansion des périodes Kourgan II et III aboutissent à la constitution d'un vaste ensemble « kourganisé », selon l'expression de Marija Gimbutas. Cet ensemble s'étend, à l'est, de l'aire de la culture des tombes à fosses et de la culture d'Afanasievo, tandis que le moyen-Danube peut constituer l'une de ses bornes occidentales.

## Études génétiques à l'appui de l'hypothèse kourgane
Des études génétiques ont été réalisées en 2009 sur des ossements issus de 26 sépultures de la région de Krasnoïarsk, datées entre 1 800 avant J.-C. et le tout début de notre ère par Eric Crubézy, anthropobiologiste et professeur à l'université Paul-Sabatier de Toulouse. Pour celui-ci, « les marqueurs génétiques que nous y avons détectés correspondent à ceux que l'on retrouve actuellement dans les populations d'Europe centrale et orientale, et en particulier en Ukraine. Nos données correspondent de manière parfaite avec le modèle imaginé par Marija Gimbutas ».
Les études paléogénétiques ont définitivement confirmé l'hypothèse kourgane. Ces études prouvent que l'ADN des membres de la culture Yamna est largement présente dans l'ADN des Européens actuels (entre 30 et 60 %). Elles contribuent à démontrer de manière convergente que l'aire de diffusion des langues indo-européennes et les traces génétiques de la population d'origine Yamna sont identiques. En d'autres termes, les locuteurs des langues indo-européennes sont identiques aux populations héritières d'haplogroupes qui viennent des Yamna même si la distribution de ces haplogroupes peut varier en fonction des groupes considérés,,,.
La formation des populations Yamna est modélisée comme étant le résultat du trois clines génétiques énéolithiques : un cline « Caucase-Basse Volga » (CLV) imprégné d'ascendance de chasseurs-cueilleurs du Caucase (CHG) s'étendant entre l'extrémité sud du Néolithique du Caucase dans l'Arménie néolithique et une extrémité nord de la steppe dans la région de la Basse Volga. Les populations situées dans l'Est de la steppe pontique et celles de la culture de Maïkop dans le nord du Caucase sont les résultats de ce flux génétique bidirectionnel.
Les résultats de paléogénétique semblent montrer l'existence d'au moins trois vagues de migration issues du gradient CLV dans la région de la steppe pontique durant le Chalcolithique, toutes originaires de la région située entre le nord du Caucase et la région de la basse Volga. La première s'est propagée avant 4 500 av. J.-C. à partir de la zone nord de la région de la basse Volga. Elle se manifeste dans la formation des anciens individus des sites tardifs de la culture de Cucuteni-Trypillia et de la culture d'Usatovo. Une seconde migration a contribué à la formation de la population de Sredny Stog autour de 4500 av. J.-C.. La troisième migration a contribué à la formation de la culture Yamna vers 3300 av. J.-C.. Ces observations recoupent les trois vagues d'expansions proposées par Marija Gimbutas pour expliquer la diffusion des populations indo-européennes.
L'étude de Haak. Cette étude est considérée comme un tournant majeur dans l'étude de la préhistoire européenne montre que les populations du Néolithique récent en Allemagne ont au moins ∼75% de leur capital génétique venant des Yamna, ce qui documente une migration massive au cœur de l'Europe depuis sa périphérie orientale. Cette ascendance des steppes a persisté dans tous les Européens centraux échantillonnés jusqu'à il y a au moins 3 000 ans, et est omniprésente chez les Européens d'aujourd'hui. Ces résultats confirment une origine steppique d'au moins certaines des langues indo-européennes d'Europe.
L'étude de Narasimhan constitue la première étude systématique paléogénétique de l'ADN des populations préhistoriques européennes et asiatique. Elle intègre ainsi l'étude de populations à l'âge de bronze en Europe et en Inde. Elle a été publiée en 2015 et elle confirme l'hypothèse kourgane. Une migration très importante s'est produite depuis les steppes pontiques vers le centre de l'Europe puis les autres parties de l'Europe autour de 3000 av. J.-C., en particulier de la culture Yamna vers le centre de l'Europe, ce qui a donné la naissance de la culture de la céramique cordée. Ces deux cultures jouent un rôle central dans l'hypothèse kourgane.
D'autres études viennent préciser l'étendue de ces migrations. En 2018, David Reich et son équipe montrent qu'une migration massive survenue il y a environ 4 500 ans (vers 2500 av. J.-C.) depuis le continent vers la Grande Bretagne introduit la culture campaniforme dans l'île. La propagation du complexe campaniforme est associée au remplacement d'environ 90 % du patrimoine génétique existant en quelques centaines d'années. Selon cette étude, cette migration se produit dans le prolongement de l'expansion vers l'ouest qui avait amené l'ascendance liée à la steppe pontique en Europe centrale et du nord au cours des siècles précédents,.
En 2017, des études similaires ont montré qu'un mouvement important de population prenant son origine lui aussi dans la culture Yamna s'est produit en direction du nord de l'Inde et du Pakistan environ 1.500 ans avant J.-C.. Cela confirme l'hypothèse d'une migration des steppes apportant le sanskrit en Inde comme dans l'hypothèse kourgane.
En accord avec les études précédentes, une large étude génétique portant sur la formation génomique de l'Asie du Sud et centrale parue en 2018 avance qu'« il est frappant de constater que la grande majorité des locuteurs indo-européens vivant à la fois en Europe et en Asie du Sud recèlent de nombreuses fractions d'ascendance liées aux pasteurs de la steppe de Yamna, suggérant que le « proto-indo-européen tardif », la langue ancestrale de tous les peuples modernes indo-européens, était la langue de Yamna. Des études anciennes sur l’ADN ont documenté des mouvements de populations de la steppe vers l'ouest qui propageaient vraisemblablement cette ascendance, mais il n’existait pas de preuves anciennes d'ADN de la chaîne de transmission à l'Asie du Sud. Notre documentation sur la pression génétique à grande échelle exercée par les groupes de la steppe au deuxième millénaire avant notre ère fournit un candidat de choix, une constatation cohérente avec les preuves archéologiques de liens entre la culture matérielle dans la steppe kazakhe de l'âge du bronze moyen à tardif et la culture védique précoce en Inde ».

## Débats
Renfrew et Demoule ont critiqué l'hypothèse kourgane, mais leur modèle demeure largement minoritaire au sein de la recherche scientifique.
Selon Colin Renfrew, l'hypothèse de diffusion de la culture du kourgane lors de vagues d'installation liées à la diffusion de la métallurgie du bronze semble fantaisiste. Les différentes thèses de Colin Renfrew seront contestées notamment par Bernard Sergent et David Anthony.
Dans les années 2000, Jean-Paul Demoule pointe ce qui seraient selon lui des incohérences de l'hypothèse de base de Gimbutas avec les apports de la recherche actuelle, notamment celle menée par les archéologues. En effet, selon la théorie de Gimbutas, appuyée sur la linguistique, les peuples des kourganes auraient conquis l'Europe à l'aide du cheval, attelé ou non à des chars de combat ; selon Demoule, l'usage du char de combat, dotée de roues à rayons ne peut être le fruit d'une seule invention, mais de plusieurs, éparpillées dans le temps et dans l'espace.
Dans son essai Mais où sont passés les Indo-Européens ? (2014), Demoule avance que de multiples incohérences et approximations de l'hypothèse kourgane ont été soulevées par de nombreux chercheurs soviétiques puis russes, communiquant les résultats de leurs recherches en russe ou en allemand. Ces chercheurs proposeraient une autre chronologie, de nature à remettre en cause les fondements même de l'hypothèse de Gimbutas selon Demoule ; ceux-ci insistent sur le caractère instable et de ce fait fragile des sociétés protohistoriques.
James Mallory, défenseur de l'hypothèse de l'origine steppique, plaide quant à lui pour une diffusion pacifique de la culture des kourganes, par le biais de la prise de contrôle pacifique et progressive des sociétés proto-historiques par une élite issue des peuples des kourganes, la langue de cette élite étant progressivement adoptée par les populations autochtones, celles-ci souhaitant être associées au nouveau système social en train de se mettre en place.